# GOLDEN J-POP/THE BEST 太田裕美
『GOLDEN J-POP/THE BEST 太田裕美』（ゴールデン・ジェイポップ ザ・ベスト おおたひろみ）は、太田裕美の2枚組ベスト・アルバム。1997年発売。発売元はSMEJ。

## 解説
太田裕美自身によるプロデュース。歌詞カードには、曲ごとに本人による解説が付いている。

## 収録曲

### Disc 1
- 全作詞：松本隆、作曲：筒美京平（特記以外）

1. 雨だれ
  - 編曲：萩田光雄
2. 夕焼け
  - 編曲：萩田光雄
3. 袋小路
  - 作曲：荒井由実、編曲：林哲司
4. 青春のしおり
  - 作曲：佐藤健、編曲：萩田光雄
5. 木綿のハンカチーフ
  - 編曲：筒美京平、萩田光雄
6. 赤いハイヒール
  - 編曲：萩田光雄
7. 茶色の鞄
  - 編曲：萩田光雄
8. 遠い夏休み
  - 編曲：萩田光雄
9. 最後の一葉
  - 編曲：萩田光雄
10. 青い傘
  - 作詞・作曲：荒井由実、編曲：萩田光雄
11. しあわせ未満
  - 編曲：萩田光雄
12. 初恋ノスタルジー
  - 編曲：萩田光雄
13. 恋愛遊戯
  - 編曲：萩田光雄
14. 夏風通信
  - 編曲：萩田光雄
15. 心象風景
  - 編曲：萩田光雄
16. 九月の雨
  - 編曲：筒美京平
17. 恋人たちの100の偽り
  - 編曲：筒美京平
18. ピッツァ・ハウス22時
  - 編曲：萩田光雄
19. 煉瓦荘
  - 編曲：萩田光雄

### Disc 2
1. 青空の翳り
  - 作詞：来生えつこ、作曲：浜田金吾、編曲：大村雅朗
2. ガラスの世代
  - 作詞：ちあき哲也、作曲：太田裕美、編曲：荻田光雄
3. 黄昏海岸
  - 作詞・作曲：網倉一也、編曲：萩田光雄
4. さらばシベリア鉄道
  - 作詞：松本隆、作曲：大瀧詠一、編曲：萩田光雄
5. 海に降る雪
  - 作詞：小比野木七枝子、作曲：網倉一也、編曲：萩田光雄
6. 恋のハーフムーン
  - 作詞：松本隆、作曲：大瀧詠一、編曲：大瀧詠一・松任谷正隆
7. ブルー・ベイビー・ブルー
  - 作詞：松本隆、作曲：大瀧詠一、編曲：大瀧詠一・荒川康男
8. 君と歩いた青春
  - 作詞・作曲：伊勢正三、編曲：萩田光雄
9. Kiss Me
  - 作詞：LINDA LAWLEY、訳詞：竜真知子、作曲：MAGARET DORN、編曲：萩田光雄
10. Midnight
  - 作詞：LINDA LAWLEY、訳詞：竜真知子、作曲：MAGARET DORN、編曲：萩田光雄
11. 葉桜のハイウェイ
  - 作詞：山元みき子、作曲：板倉文、編曲：大村雅朗
12. 移り気なマイ・ボーイ
  - 作詞：山元みき子、作曲：太田裕美、編曲：大村雅朗
13. 満月の夜 君んちへ行ったよ
  - 作詞：山元みき子、作曲：太田裕美、編曲：大村雅朗
14. 青い実の瞳
  - 作詞：山元みき子、作曲：太田裕美、編曲：大村雅朗
15. はじめてのラブレター
  - 作詞・作曲：太田裕美、編曲：近藤達郎
16. Virginから始めよう
  - 作詞・作曲：太田裕美、編曲：井上鑑
17. ファーストレディになろう
  - 作詞：奥山六九、作曲：GONTITI、編曲：羽毛田丈史